# جنون الليل (مسلسل)
جنون الليل, مسلسل بحريني من إنتاج قطري عرض في رمضان 1427هـ - 2006م.

## القصة
يتعرض العمل إلى شرائح اجتماعية غاية في الفقر والحاجة ويتعرض لشرائح اجتماعية مفرطة في الغنى والثراء الفاحش ويبحر في العديد من الاشكاليات الفكرية والفلسفية

## فريق العمل

### الممثلون
- غازي حسين
- ناصر عبد الرضا
- ناصر محمد البلوشي
- عبد الله عبد العزيز
- فرج سعد
- نجوى
- محمد الصايغ
- سعيد قريش
- خالد البريكي
- أميرة محمد
- فاطمة عبد الرحيم
- مروة خليل
- محمد ياسين
- فوزي
- بدرية أحمد
- رنا الأبيض
- روعة ياسين